# 아시아의 서구 제국주의
아시아의 서구 제국주의에 관한 내용이다.
서유럽과 그 연합국(러시아 제국, 일본 제국, 미국 등)의 영향력과 제국주의는 16세기 식민지 시대부터 아시아 영토에서 최고조에 이르렀다가 20세기 탈식민지화와 함께 크게 감소했다. 이는 15세기에 발견의 시대로 직접 이어진 비단길에 대한 오스만 제국의 지배에 대한 대응으로 인도 아대륙과 동남아시아로의 대체 무역로를 모색하는 데서 시작되었으며, 추가적으로 유럽인들이 처음으로 시도한 전쟁에 초기 근대 전쟁을 도입한 것에서 시작되었으며 처음에는 동인도 제도, 나중에는 극동으로 불리게 되었다. 16세기 초 항해의 시대는 식민지 시대에 서유럽의 영향력과 향신료 무역의 발전을 크게 확대했다. 유럽식 식민제국과 제국주의는 6세기에 걸쳐 아시아에서 운영되었으며, 공식적으로는 1999년 포르투갈 제국의 마지막 식민지 마카오의 독립으로 끝났다. 제국은 국민과 다민족 국가에 대한 서구 개념을 도입했다. 이 글은 서구 민족국가 개념의 결과적 발전을 개략적으로 설명하려고 시도한다.
아시아의 유럽 정치 권력, 상업 및 문화는 상품 무역의 증가를 가져왔다. 이는 오늘날 현대 세계 자유 시장 경제 성장의 핵심 발전이다. 16세기에 포르투갈인들은 희망봉 주변 인도로 향하는 항로를 발견함으로써 아시아와 유럽 간 무역에서 아랍인과 이탈리아인의 (육로) 독점을 무너뜨렸다. 뒤따른 경쟁 상대인 네덜란드 동인도회사의 성장은 점차 아시아에서 포르투갈의 영향력을 가렸다.[주 1] 네덜란드군은 처음에 동부(가장 중요한 것은 네덜란드 동인도회사의 중무장된 본부인 바타비아)에 독립 기지를 설립했으며 그 후 1640년 사이에 1660년에는 말라카, 실론, 인도 남부의 일부 항구, 수익성이 좋은 일본 무역을 포르투갈로부터 빼앗았다. 나중에 영국과 프랑스는 인도에 정착지를 설립하고 중국과 무역을 했으며 그들의 인수는 점차 네덜란드의 인수를 능가하게 되었다. 1763년 7년 전쟁이 끝난 후 영국은 인도에서 프랑스의 영향력을 제거하고 인도 아대륙에서 가장 중요한 정치 세력으로 영국 동인도 회사(1600년 설립)를 설립했다.
19세기 중후반 산업혁명 이전에는 도자기, 비단, 향신료, 차 등 동양상품에 대한 수요가 유럽 제국주의의 원동력으로 남아 있었다. 아시아에 대한 서유럽의 지분은 주로 무역을 보호하는 데 필요한 무역 기지와 전략적 전초기지에만 국한되어 있었다. 그러나 산업화로 인해 아시아 원자재에 대한 유럽의 수요가 극적으로 증가했다. 1870년대의 극심한 장기 불황으로 인해 아프리카, 아메리카, 동유럽, 특히 아시아에서 유럽 산업 제품과 금융 서비스에 대한 새로운 시장을 위한 쟁탈전이 촉발되었다. 이 쟁탈전은 무역과 간접 통치에서 모국의 정치적 확장으로 통치되는 광대한 해외 영토에 대한 공식적인 식민 통치로 초점이 전환되는 "신제국주의"로 알려진 세계 식민지 확장의 새로운 시대와 일치했다. 1870년대부터 1914년 제1차 세계 대전이 시작될 때까지 아시아에 식민지를 확립한 영국, 프랑스, 네덜란드는 중동, 인도 아대륙, 동남아시아에 광대한 영토를 자신들의 제국에 추가했다. 같은 시기 일본제국은 메이지유신 이후; 1871년 프랑스-프로이센 전쟁이 끝난 후 독일 제국; 짜르 러시아; 1898년 미국-스페인 전쟁 이후 미국은 동아시아와 태평양 지역에서 새로운 제국주의 세력으로 빠르게 부상했다.
아시아에서는 제1차 세계대전과 제2차 세계대전이 여러 주요 제국 세력 간의 투쟁으로 전개되었으며, 유럽 세력과 러시아, 그리고 떠오르는 미국과 일본이 관련된 갈등이 있었다. 그러나 어느 식민지 세력도 두 차례의 세계대전을 견디고 아시아에서 직접 통치를 유지할 수 있는 자원을 보유하지 못했다. 식민지 세계 전반에 걸쳐 민족주의 운동이 아시아에 남아 있는 거의 모든 식민지의 정치적 독립을 가져왔지만, 탈식민지화는 냉전으로 인해 방해를 받았다. 동남아시아, 남아시아, 중동, 동아시아는 강대국들이 영향력을 확대하기 위해 경쟁하는 세계 경제, 금융, 군사 시스템에 여전히 묻혀 있었다. 그러나 전후 급속한 경제 발전과 대만, 싱가포르, 한국, 일본, 인도 개발도상국, 중화인민공화국, 홍콩 자치령 등 산업화된 선진국 중화민국의 부흥으로 인해 소련의 붕괴와 함께 아시아에서 서유럽의 영향력이 크게 감소했다. 미국은 아시아의 무역 및 군사 기지에 여전히 영향력을 행사하고 있다.